# Cosmos caudatus
Espèce

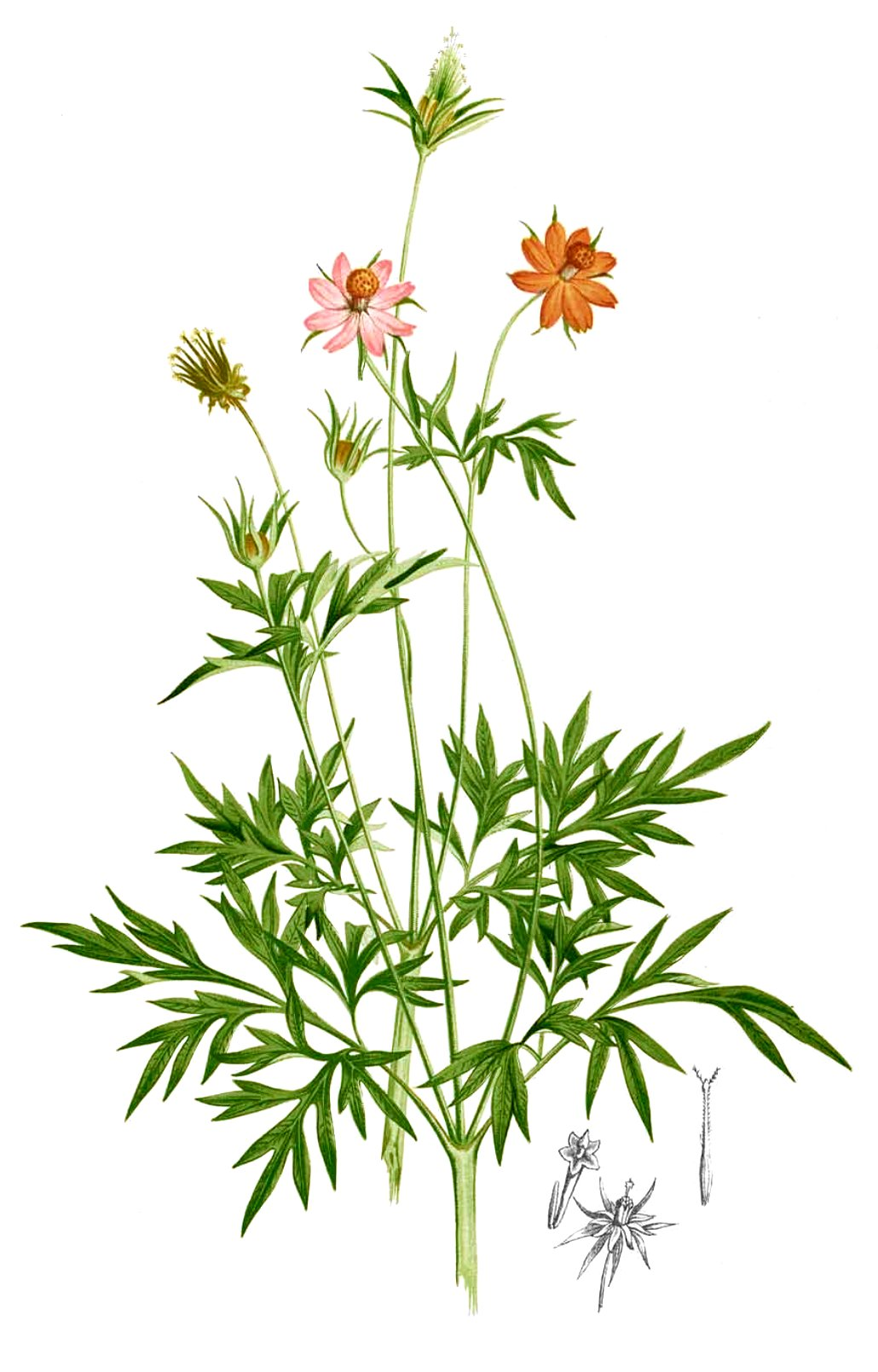
Illustration de Cosmos caudatus

Cosmos caudatus est une espèce de plantes à fleurs de la famille des Asteraceae.
Cosmos caudatus ou king's salad (nom commun utilisé dans certaines sources anglaises comme l'Australian Broadcasting Corporation) est une plante annuelle du genre Cosmos. Il est originaire d'Amérique latine (du Rio Grande do Sul dans le sud du Brésil au Tamaulipas dans le nord-est du Mexique) et des Antilles. Cosmos caudatus a été naturalisé dans les parties tropicales de l'Asie, de l'Afrique et de l'Australie,,,,,.
La plante est connue sous plusieurs noms vernaculaires en Amérique centrale, notamment:
- chactsul (Yucatán, Quintana Roo)
- estrella del mar (Yucatán, Quintana Roo)
- cambray (Honduras, El Salvador)
- cambray rojo (Honduras, El Salvador)
- mozote-doradilla (El Salvador)
- flor de muerto (Costa Rica)

## Description
L'espèce peut atteindre 2 m de hauteur. Les feuilles sont douces et piquantes tandis que la tige est vert clair avec une teinte violacée et succulente. À la tombée de la nuit, les feuilles se replient pour fermer les bourgeons terminaux et la plante dort littéralement. Les fleurs, munies de ligules, sont violettes, roses ou blanches. Elles peuvent être solitaires ou en grappes lâches et sont produites sur un seul pédoncule sur des têtes auxiliaires.

## Gastronomie
Le Cosmos caudatus est comestible et ses noms communs incluent kenikir (Indonésie) ou ulam raja. Dans la cuisine indonésienne et la cuisine malaisienne, les feuilles de cette plante sont utilisées pour la salade. À Brunei, elle était généralement servie avec du sambal (pâte de piment) en même temps que la cuisine locale, ambuyat. Les Espagnols l'ont importé d'Amérique latine, via les Philippines, dans le reste de l'Asie du Sud-Est. Ulam, un mot Malay utilisé pour décrire une préparation qui combine nourriture, médecine et beauté, est une salade d'herbes malaise très populaire qui est servie dans tout le pays, des grands hôtels pour les touristes aux déjeuners ou dîners-buffets pour les habitants.

## Systématique
Le nom correct complet (avec auteur) de ce taxon est Cosmos caudatus Kunth.
Ce taxon porte en français le nom vernaculaire ou normalisé suivant : Cosmos,.
Cosmos caudatus a pour synonymes :
- Bidens artemisiaefolia subsp. caudata (Kunth) Kuntze
- Bidens artemisiaefolia var. caudatus (Kunth) Kuntze
- Bidens artemisiifolia f. rubra (Kuntze) Kuntze
- Bidens artemisiifolia subsp. caudata (Kunth) Kuntze, 1891
- Bidens artemisiifolia var. caudata (Kunth) Kuntze
- Bidens artemisiifolia var. intermedia Kuntze
- Bidens artemisiifolia var. rosea Kuntze
- Bidens artemisiifolia var. rubra Kuntze
- Bidens berteriana Spreng.
- Bidens berteroana Spreng.
- Bidens carnea Heer
- Bidens caudata (Kunth) Sch.Bip.
- Coreopsis coronata Bertero
- Coreopsis coronata Bertero ex Steud.
- Coreopsis gracilis Blanco
- Cosmea caudata (Kunth) Spreng.
- Cosmos caudatus var. caudatus
- Cosmos pacificus var. chiapensis Melchert
- Cosmus caudatus H.B.K